# Henry Lucas
Henry Lucas (c. 1610 - diciembre de 1663) fue el fundador, en 1663, de la Cátedra Lucasiana de Matemáticas de la Universidad de Cambridge.

## Biografía
Lucas fue miembro del Parlamento de Inglaterra representando a la universidad entre 1639 y 1640. En su testamento, legó su biblioteca de 4000 volúmenes a la universidad, incluida la obra Dialogo de Galileo (1632), y ordenó la compra de terrenos que diesen un rendimiento anual de 100 libras para poder fundar una cátedra. Ordenó también que el profesor que ocupase dicha cátedra diese al menos una clase de matemáticas a la semana, habiendo de estar disponible dos horas semanales para resolver las dudas a los alumnos.
- Datos: Q891801